# Eosentomon pastorale
Eosentomon pastorale är en urinsektsart som beskrevs av Andrzej Szeptycki 200. Eosentomon pastorale ingår i släktet Eosentomon och familjen trakétrevfotingar. Inga underarter finns listade i Catalogue of Life.